# Burke (Wirginia)
Burke – miejscowość spisowa (obszar niemunicypalny) w Stanach Zjednoczonych, w hrabstwie Fairfax.